# Mars-Ultor-Tempel

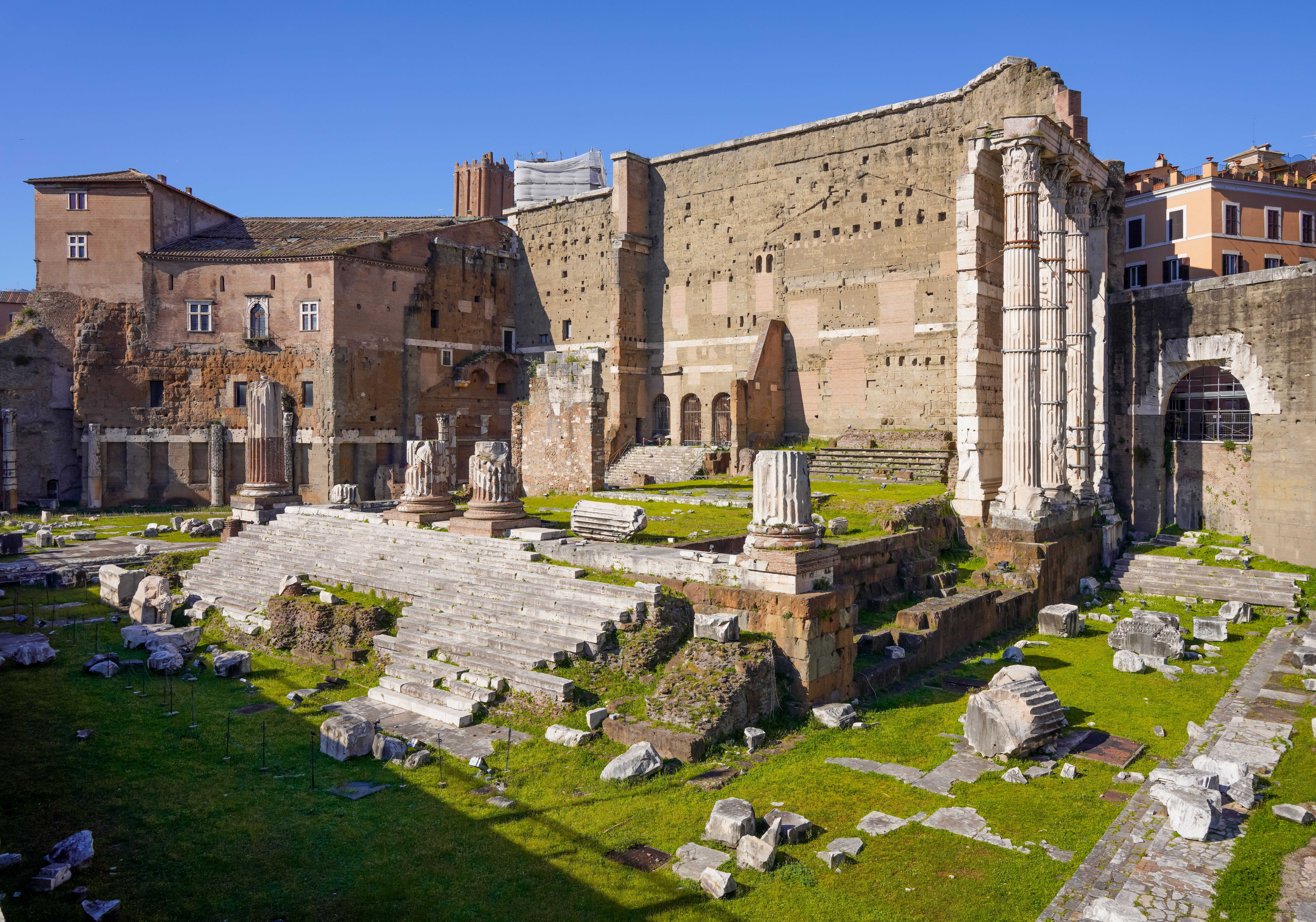
Mars-Ultor-Tempel auf dem Augustusforum

Im Jahr 2 v. Chr. wurde das Augustusforum mit dem dazugehörigen Mars-Ultor-Tempel von Kaiser Augustus in Rom eingeweiht. Das Zentrum des Augustusforums bildet der Tempel des Mars Ultor, des rächenden Mars. Dieses Forum war das zweite der vier Kaiserforen in Rom. Es handelte sich dabei um eine Erweiterung des Forum Romanum.
Der Komplex mit Forum und Tempel wurde von Augustus schon im Jahre 42 v. Chr. geplant, jedoch dauerte es bis zu dessen Einweihung noch 40 Jahre. Ursprünglich erdacht zur Demonstration der Nachfolge Octavians und zum Andenken an die Schlacht bei Philippi (42 v. Chr.), diente es bei der Fertigstellung als Symbol der Prinzipatsideologie und der Versöhnung des Kaisers mit dem Senat.

## Architektur und Standort

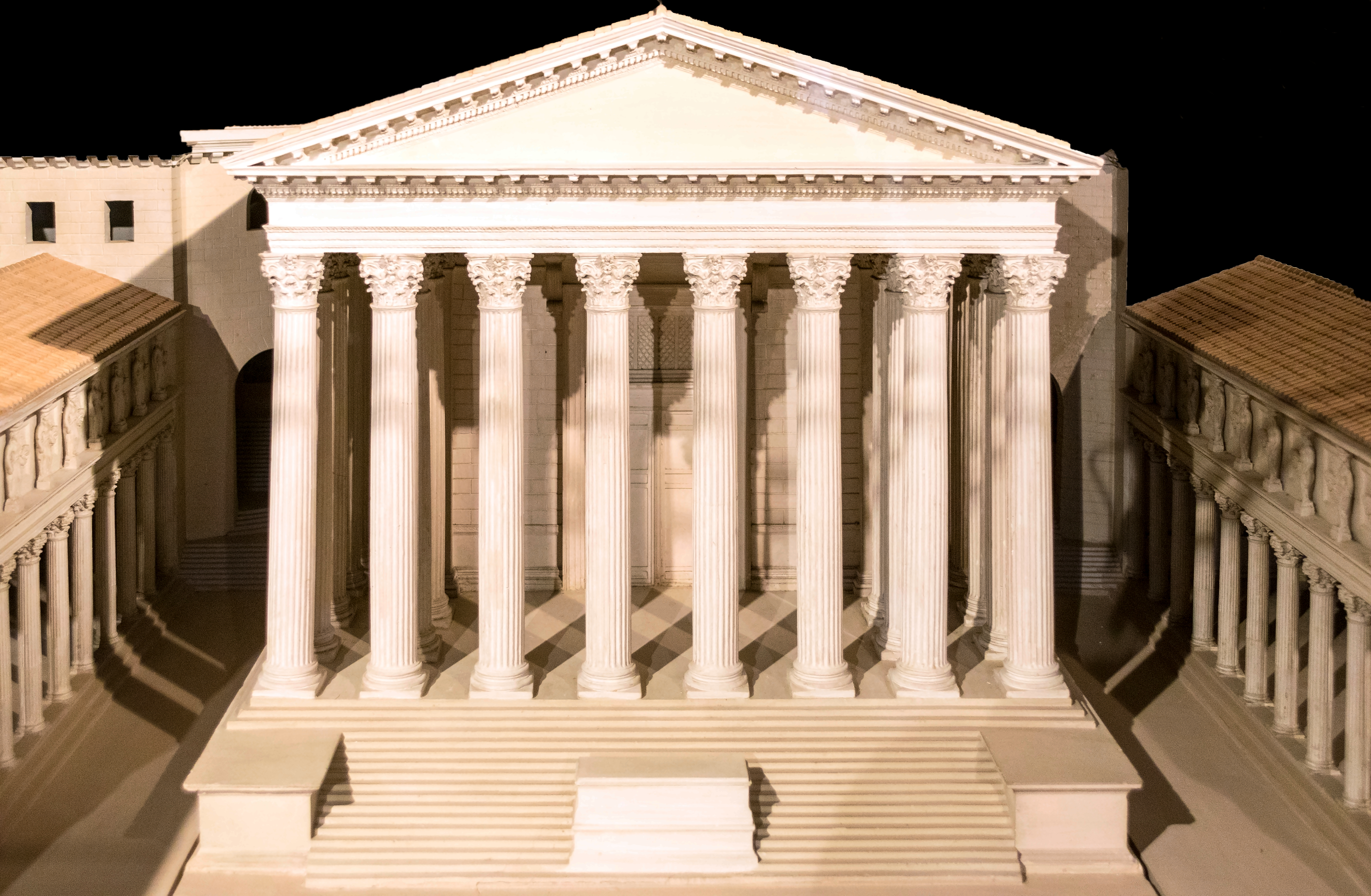
Modell des Mars-Ultor-Tempels von Italo Gismondi

Das Tempelinnere war prachtvoll ausgestattet. Das Gebäude bestand aus Carrara-Marmor und acht korinthische Säulen säumten die Front, sowie die Seiten des Gebäudes. (→ Augusteischer Klassizismus) Im Zentrum des Tempels (Giebelfeld bzw. große Apsis) befand sich eine Statue von Mars, dargestellt als Friedensstifter und nicht wie üblich als Kriegsgott – aber, durch einen Fuß auf der Weltkugel, immer noch als Zeichen römischer Weltherrschaft. Zu seiner Rechten standen Venus und Rom, zur Linken Fortuna und Romulus. Kapitol und Tiber waren durch allegorische Figuren dargestellt.
In den Säulenhallen und Exedren standen Statuen und Büsten von siegreichen Feldherrn, verdienten Beamten, Königen, mythologischen Figuren und Dichtern. Sechzig Karyatiden sowie weibliche Gebälkträgerinnen verkörperten die Unterwerfung fremder Völker. Vor dem Tempel stand mit großer Wahrscheinlichkeit eine Quadriga, die Augustus im Triumph zeigte. Die Sockelinschrift lautete "pater patriae" – Vater des Vaterlandes. Die Ruinen des Augustusforums wurden ab 1200 für Paläste genutzt. Der Komplex befand sich im Zentrum Roms, nordöstlich des Kapitols. Er schloss unmittelbar an das Forum Iulium an.

## Funktion und Bedeutung

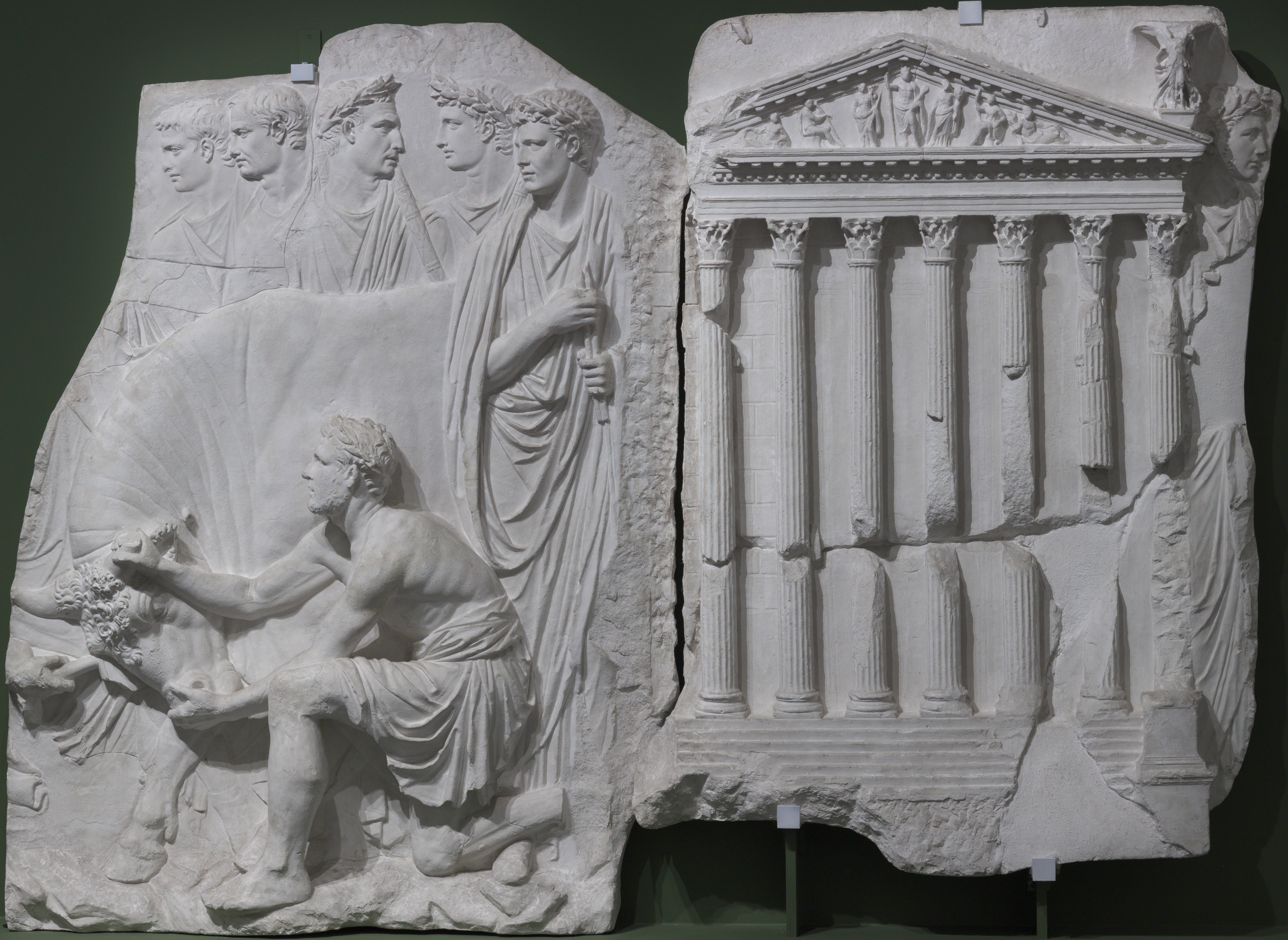
Relief mit Opferszene vor dem Mars-Ultor-Tempel (heute im Museo della Civiltà Romana)

Das Tempelareal wurde bewusst direkt in den Wohnsiedlungen errichtet, um Augustus als Herrscher darzustellen, der die Kommunikation zu seinem Volk sucht. Es diente zur Aufbewahrung von Caesars Schwert sowie der 20 v. Chr. von den Parthern wiedergewonnenen Feldzeichen. Außerdem wurden hier die Lorbeerkränze der Triumphatoren niedergelegt. Weiterhin wurden Statthalter, die man in die Provinzen entsandte, verabschiedet und der Senat traf Entscheidungen über Kriege und Triumphe. Des Weiteren fand hier die Anlegung der „toga virilis“ statt.
Durch das Augustusforum sollte der Kaiser als Teil der römischen Geschichte dargestellt werden. Er wurde hier mit den großen Persönlichkeiten der römischen Geschichte und Mythologie gleichgesetzt. Zudem diente es zur religiösen Darstellung Augustus, der seit 41 v. Chr. immer mehr Priesterämter übernahm.